# Symplocos neocaledonica
Symplocos neocaledonica är en tvåhjärtbladig växtart som först beskrevs av Eugène Vieillard, och fick sitt nu gällande namn av H.P. Nooteboom. Symplocos neocaledonica ingår i släktet Symplocos och familjen Symplocaceae. Inga underarter finns listade i Catalogue of Life.